# Pierre de Pincé
Pour les articles homonymes, voir Pincé.
Pierre de Pincé (1455-1511) est un noble angevin, Maître d'hôtel du roi, maire d'Angers et poète.

## Biographie
Pierre de Pincé était le fils de Mathurin de Pincé, Seigneur de Pincé et des Essarts, ancien maire d'Angers. 
Pierre de Pincé fut lieutenant du juge ordinaire d’Angers. 
Il devint Maître des comptes ainsi que Maître d'hôtel du roi.
Il est également connu pour ses poèmes, écrits en latin ou en français.
Pierre de Pincé fut élu maire d’Angers le 1er mai 1511. Il ne put achever son mandat municipal car la mort le frappa le 21 novembre 1511. C'est son fils Jean de Pincé qui lui succéda dès le 5 décembre de la même année. 

## Sources
1. ↑  Répertoire des maires d'Angers (de 1475 à 1790)
2. ↑  Les bibliothéques françoises de La Croix du Maine et de Du Verdier sieur de Vauprivas